# Senyors Tranquil
Senyors Tranquil är en spansk (katalansk) musikgrupp bestående av David Amills Freixas och Gad Sans Fingerhut. Duon har sedan 2010 presenterat tre fullängdsalbum med folkpop, baserat på akustisk gitarr och ofta inspirerat av bossa nova och nova cancó.

## Karriär

### Bakgrund
Amills och Sans spelar båda två akustisk gitarr, och de delar även på sånginsatserna. Den Barcelona-baserade duon träffades 2001, genom gemensamma vänner. De upptäckte snabbt ett antal gemensamma musikaliska inspirationskällor, inklusive David Bowie, Albert Pla, Joni Mitchell, Antònia Font och Kings of Convencience.
2004 deltog Amills och Sans i bossa nova-ensemblen Damills, som det året presenterade albumet Bossanovando med låtar till engelskspråkiga texter. Där spelade Sans bas, medan Amills delade gitarrspelandet med Emilliano de Castro. Gruppkonceptet inkluderade då minimalistiska covers på låtar av Nirvana, Portishead och New Order.

### Två tidiga album
2010 återkom Amills och Sans som duo och under namnet Senyors Tranquil (uttytt på svenska som 'Herrar Lugn'), då det katalanska skivbolaget Música Global gav ut albumet Tenir-ho tot ('Hålla allt'). Förutom den avslutande engelskspråkiga "Inbetween Days" var alla de elva låtarna med texter på katalanska. Låten "Madrid" placerade sig på en spanskspråkig Topp 20-lista.
Vid grupplanseringen jämfördes Senyors Tranquil med liknande akustiska ensembler som Simon and Garfunkel och norska Kings of Convenience, och inför skivsläppet sökte de två en ung men erfaren producent. Valet föll på Pau Vallvé, som under inspelninarna hösten 2009 bidrog till det sound och det arrangemang som Amills och Sans sökte efter.
Två år senare återkom folkpop-duon med det andra albumet Gratacels ('Skyskrapor'). De kopierade denna gång konceptet med tio låtar på katalanska och en avslutande låt – "Sigh No More" – på engelska. Låt nummer fem bar gruppens eget namn.

### Inaktivitet och återstart
Därefter var gruppen inaktiv under en lång tid, medan Gad Sans bland annat producerade sin egen soloplatta Living Underwater (2016). Vid detta tillfälle använde han artistnamnet Fing (inspirerat av Sans metronymikon Fingerhut).
Gruppen återkom sedan 2022 med album nummer tre, det egenutgivna Tot el que no vam parlar ('Allt som vi inte talat om'). Albumet innehöll bland annat "Samba de tramuntana", som även släpptes som singel. På det albumet inkluderades en låt på franska ("L'Homme et la mer") och en på spanska (den avslutande "Maldita imaginación"). Som tidigare delade Amills och Sans på låtskrivandet på albumets låtar med akustisk pop och influenser från bossa nova, poetiska låttexter och en låt med filosofen Hegel som tema. På albumet hanterade Gemma Vilamajó slagverk och Amanda Amills kompletterande sång.

## Diskografi
- Tenir-ho tot (Música Global, 2010)
- Gratacels (Música Global, 2012)
- Tot el que no vam parlar (egenutgiven, 2022)